# بات فلين
بات فلين (بالإنجليزية: Pat Flynn)‏ (13 يناير 1985 بدبلن في جمهورية أيرلندا - ) هو لاعب كرة قدم أيرلندي في مركز الدفاع. لعب مع باتريك أتلتيك ونادي توركي يونايتد ونادي شامروك روفرز ونادي شيلبورن وووترفورد يونايتد ووولفرهامبتون واندررز ولونغفورد تاون ‏ ونادي كيدرمينستر هاريرز لكرة القدم.

## وصلات خارجية
- بات فلين على موقع قاعدة بيانات كرة القدم.إي يو (الإنجليزية)